# 女子会
女子会（じょしかい）は、主に女性だけで飲食店などで集会を開き、女性だけで話をする宴会のこと。

## 概要
明治時代に板垣退助の夫人・絹子が「女子同情会」を組織し「女子会」を開いたことを嚆矢とする。
女子会がテレビ番組や雑誌などのマスメディアで取り上げられるようになったのは2008年頃とみられており、飲食産業各社が参入し次々と広まっていった。2010年にはユーキャン新語・流行語大賞のトップテンを受賞した。受賞者はモンテローザ社長の大神輝博である。
ジャーナリストの烏賀陽弘道は、女子会が流行った背景を働く女性の環境を挙げて説明している。雇用機会均等法施行により、中間管理職以下の「ポスト均等法世代」と社長や取締役など均等法を知らない「プレ均等法世代」が混在している日本企業の環境の中で、キャリア女性は成功したとしても、「女性という要素を除いたときの働き手としての自分の実力」という自己評価が定まらず悩まされ続けることになる。それは、「企業が女性差別をしていないと見せたいから、昇進させたいのか」「女性管理職が必要だから昇進させたいのか」といった「女性だから○○だ」という雑音が自己評価に絶えず混入するためであるという。その簡単な解決法が、「同性だらけの集団に入る」つまり「女性だけの職業グループ」に参加してみることだったのではないかと分析した。
長谷川町子の漫画『サザエさん』には、フグ田サザエが近所の奥さんと共に「女性だけの忘年会」を行う場面がある（朝日新聞1956年12月29日付朝刊）。